# Statue de Pouchkine à Bruxelles
 (août 2025).
Si vous disposez d'ouvrages ou d'articles de référence ou si vous connaissez des sites web de qualité traitant du thème abordé ici, merci de compléter l'article en donnant les références utiles à sa vérifiabilité et en les liant à la section « Notes et références ».
La statue de Pouchkine est une statue de bronze située à Bruxelles. Elle représente l'homme de lettres russe Alexandre Pouchkine (1799-1837). C'est une œuvre du sculpteur Gueorgui Frangoulian (ru). Ses dimensions sont 3,30 × 4,20 × 2,20 mètres. On peut lire sur le socle de bronze l'inscription « Pouchkine, poète russe » en trois langues, flamand, français et russe, avec ses dates. La statue se trouve sur une petite place appelée depuis « place Pouchkine » à Laeken. 

## Historique et description
C'est en 1999 que la commune de Bruxelles ville (1000 Bruxelles) prend la décision d'ériger une statue pour le bicentenaire de la naissance de Pouchkine. Elle fait appel, sur le conseil du ministère des Affaires étrangères de Russie, au sculpteur moscovite d'origine arménienne Frangoulian qui avait sculpté un an auparavant une statue de Pierre le Grand pour la ville d'Anvers. L'inauguration a lieu le 30 septembre 1999.
Pouchkine est représenté en pied revêtu d'un manteau agité par le souffle du vent, comme pour figurer l'inspiration romantique de cette époque.